# Чепаніха
Чепані́ха (рос. Чепаниха) — присілок в Зав'яловському районі Удмуртії, Росія.
Знаходиться на березі річки Розсоха, лівої притоки річки Нечкинка, на північний схід від присілка Бабино.

## Населення
Населення — 94 особи (2010; 115 в 2002).
Національний склад станом на 2002 рік:
- росіяни — 91 %

### Урбаноніми:[3]
- вулиці — Верхня, Нижня, Плетні